# Basílica de la Virgen del Camino
La Basílica Menor y Real Santuario de la Virgen del Camino se encuentra en la localidad de La Virgen del Camino, perteneciente al municipio de Valverde de la Virgen, en la provincia de León (España). Está dedicada a la Virgen del Camino, patrona de la región de León y de la ciudad de Pamplona, y se encuentra en la ruta del Camino de Santiago, de donde recibe su nombre. La actual basílica fue construida entre 1957 y 1961 por el arquitecto fray Coello de Portugal en sustitución de un santuario anterior que había quedado pequeño para acoger a todos los feligreses y peregrinos. Su construcción fue sufragada en parte gracias al mecenas leonés Pablo Diez, dueño del Grupo Modelo, una multinacional de cerveza de México. Está regida por la Orden de los dominicos, quienes promovieron una iglesia de estilo moderno, tanto en su arquitectura como en su decoración escultórica.
En 2015, en la aprobación por la Unesco de la ampliación del Camino de Santiago en España a «Caminos de Santiago de Compostela: Camino francés y Caminos del Norte de España», España envió como documentación un «Inventario Retrospectivo - Elementos Asociados» (Retrospective Inventory - Associated Components) en el que en el n.º 1683 figura el Santuario de  Nuestra Señora del Camino.

## Historia
Según cuenta la leyenda, el 2 de julio de 1505 un pastor de Velilla de la Reina llamado Alvar Simón Fernández recogía su ganado cuando se le apareció entre grandes luces la Virgen María en un lugar llamado El Humilladero, donde se situó una ermita en el terreno de la actual basílica. Esta ermita fue ampliada en el siglo XVIII, dando lugar al anterior Santuario de la Virgen del Camino.
En el siglo XX surgió la necesidad de ampliar el edificio, que se había quedado pequeño para el culto que recibía, especialmente desde que en 1914 la Santa Sede nombró a la Virgen del Camino patrona de la región de León. Entonces se tomó la decisión de sustituirlo totalmente, pero faltaban medios económicos para llevar adelante tal proyecto. Sin embargo, estos llegaron gracias al mecenazgo de Pablo Díez Fernández, un leonés natural de Vegaquemada y emigrante en México, donde prosperó en los negocios. Don Pablo fue el promotor del nuevo santuario, así como del conjunto formado por una Casa de Ejercicios, un colegio internado y un convento para la comunidad de frailes dominicos, encargados de la rectoría del santuario. El nuevo santuario fue inaugurado el 5 de septiembre de 1961 por el obispo de León, Luis Almarcha Hernández.
El 24 de febrero de 2009 el santuario fue elevado a la categoría de basílica menor por el papa Benedicto XVI, decisión comunicada al obispo de León, Julián López Martín, y al rector del Santuario, el prior Miguel Ángel del Río, por el cardenal Antonio Cañizares, prefecto de la Congregación para el Culto Divino y la Disciplina de los Sacramentos.

## La Basílica

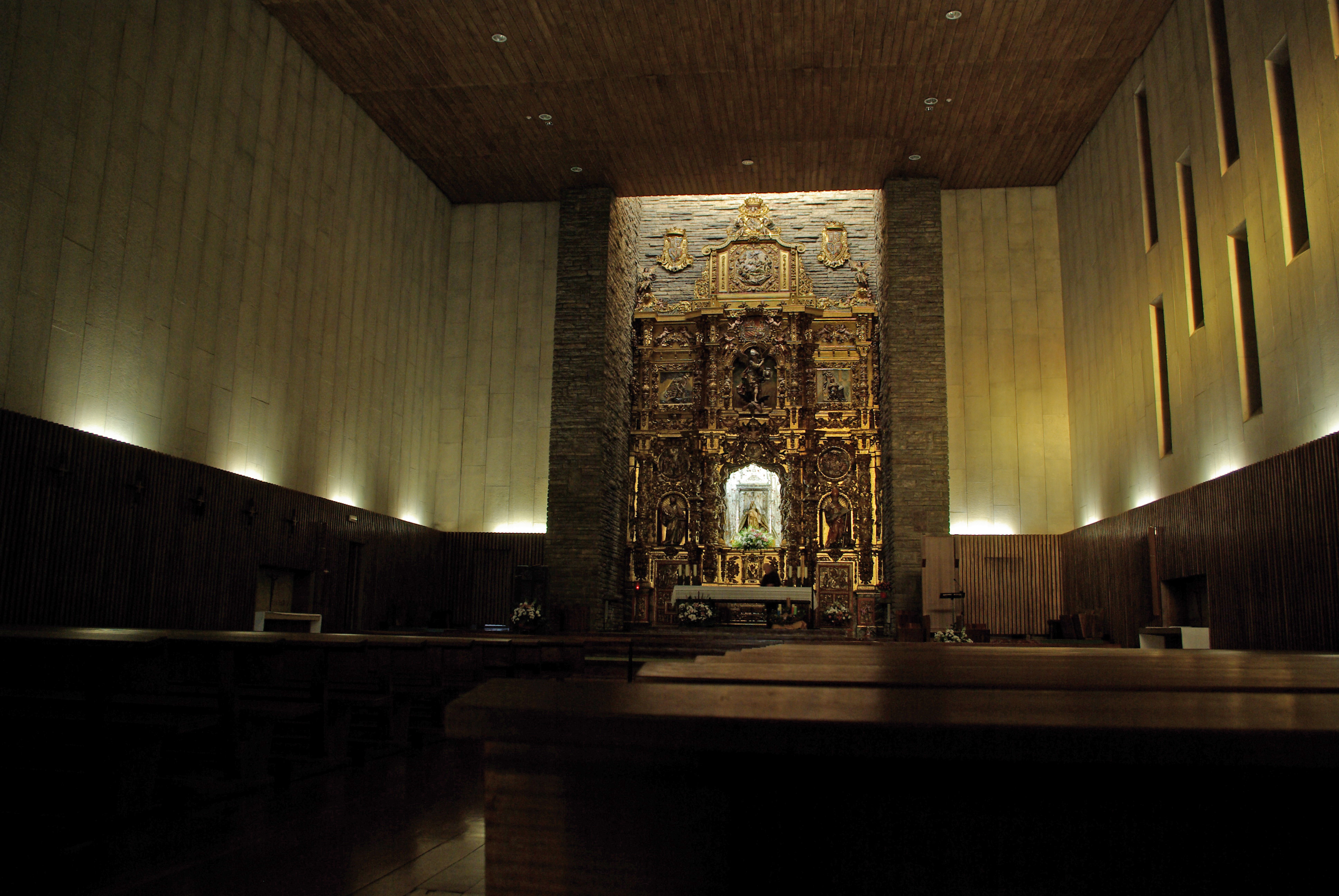
Interior de la basílica.

A finales de los años 1950 los padres dominicos que regentaban el santuario decidieron construir un nuevo templo, para lo que derribaron la anterior iglesia, e iniciaron un nuevo proyecto para el que apostaron por el arte de vanguardia. El proyecto arquitectónico fue elaborado por un fraile de la propia orden, Francisco Coello de Portugal, que diseñó un templo de inspiración racionalista, en la línea de las construcciones de Le Corbusier. La iglesia es de planta basilical, de una sola nave de 50 x 16 m, sin crucero ni aberturas laterales, recibiendo iluminación únicamente por un espacio de forma cúbica situado sobre el altar, con las paredes lisas y carentes de cualquier ornato. El proyecto preveía un edificio sobrio, austero, que sería complementado con la decoración escultórica, en un conjunto plenamente integrado y armónico. Junto al edificio se sitúa el campanario, de 50 m de altura, construido en hormigón en un espacio lateral pero separado del edificio.

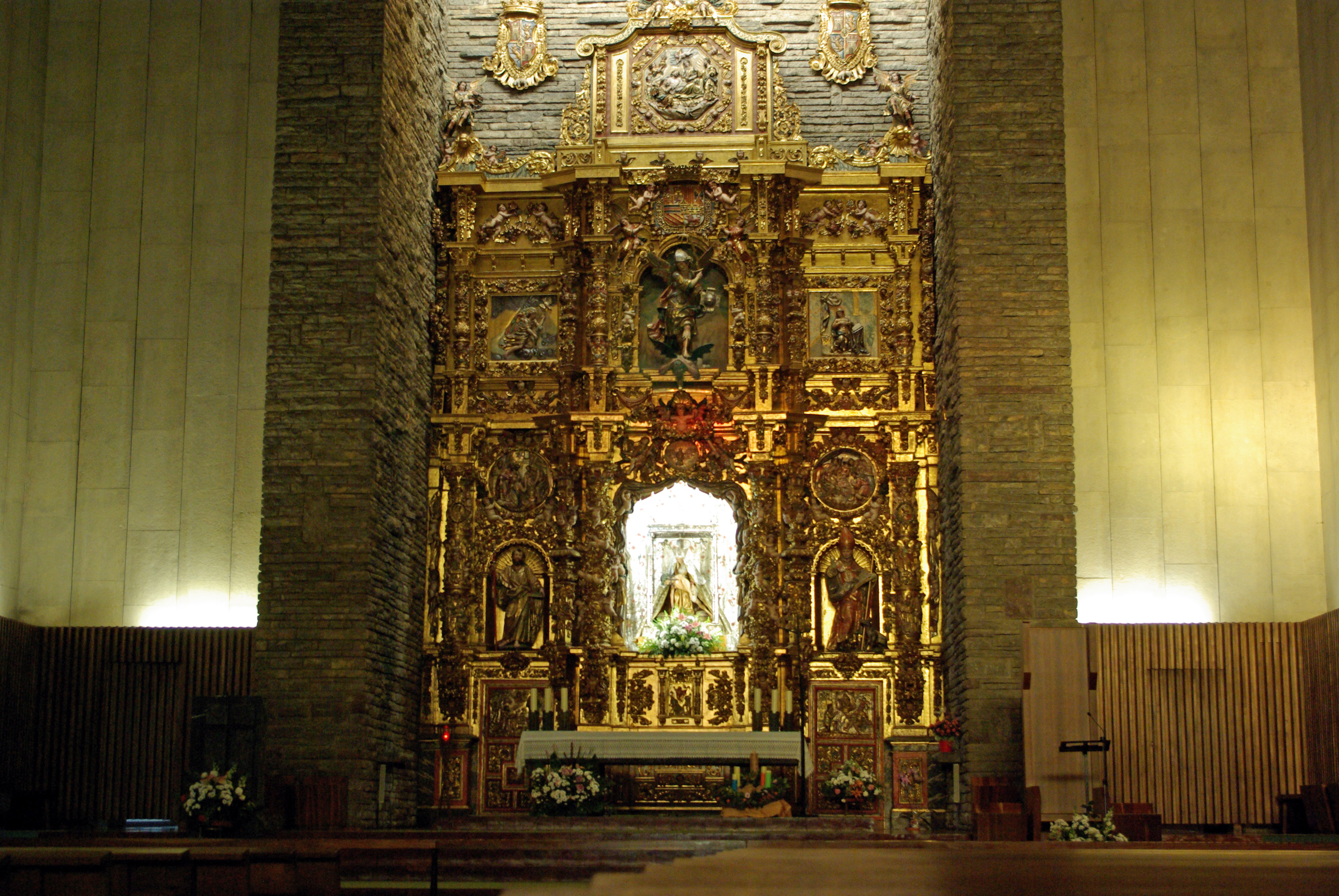
Retablo de la basílica.

La decoración escultórica corrió a cargo de Josep Maria Subirachs, que realizó la monumental fachada con las figuras de los Apóstoles, así como cuatro puertas, un altar en la explanada exterior y diversos elementos del interior, como el sagrario, crucifijos, candelabros, ambones, lámparas y la pila bautismal. Las vidrieras del exterior fueron diseñadas por Albert Ràfols Casamada, mientras que las del interior (Camarín de la Virgen y Sala de Exvotos) corrieron a cargo del dominico Domingo Iturgáiz.
En el interior destaca el retablo mayor, que perteneció a la iglesia anterior, realizado a inicios del siglo XVIII por los hermanos Pedro y Antonio de Valladolid, en estilo barroco. Está presidido por la Virgen del Camino, flanqueada de Santiago y San Froilán, y por encima de ésta San Miguel y escenas de la Anunciación. La talla de la Virgen es de principios del siglo XVI, quizá obra de Roberto Herrera o Juan Alonso. Se trata de una talla de madera de nogal, de 85 cm de altura, 79 de anchura y 44 de profundidad, donde aparece la imagen de la Virgen que sostiene sobre sus rodillas el cuerpo yaciente de Jesús. En la peana de la imagen aparece una inscripción del Libro de las Lamentaciones (Lam 1,12): O vos omnes qui transitis per viam, attendite et videte si est dolor sicut dolor meus («Oh vosotros, que pasáis junto al camino, atended y ved si hay dolor semejante al mío»).

### Esculturas de Subirachs

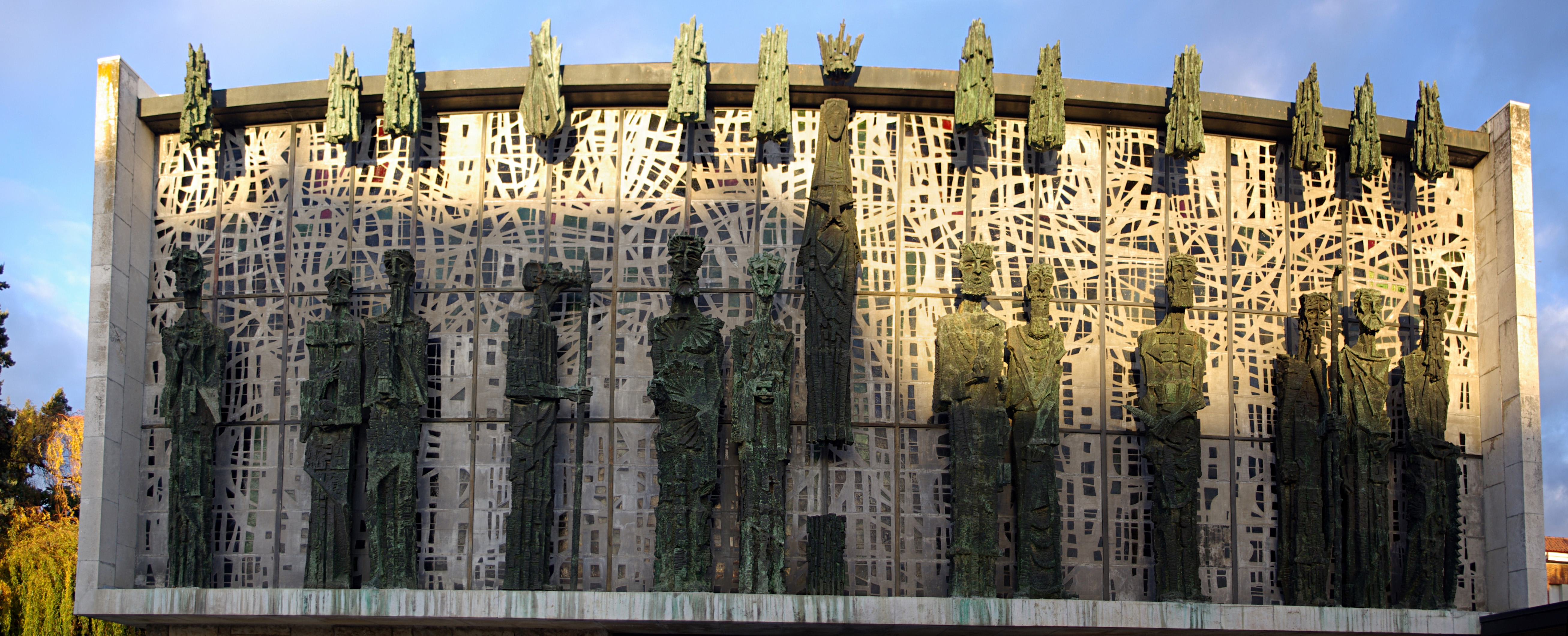
Fachada de la basílica con las estatuas exentas de los Apóstoles, de Subirachs. Detrás la vidriera principal del templo, de Ràfols Casamada.

En 1957 Josep Maria Subirachs ganó por concurso el encargo de la decoración escultórica del Santuario de la Virgen del Camino, que culminó en 1961. Fue una de sus mayores obras de juventud, e inició el camino de una larga serie de encargos públicos para numerosas ciudades españolas y del resto del mundo. Esta obra marcó la culminación de la etapa expresionista del escultor, que posteriormente se enmarcó en una más pura abstracción.
En la fachada se encuentra un gran friso con trece figuras (la Virgen y los doce Apóstoles), de seis metros de altura y realizadas en bronce. De izquierda a derecha figuran: San Matías —que sustituye como apóstol a Judas Iscariote—, con una piedra en las manos, ya que fue lapidado, y una cicatriz en el cuello, aludiendo a su decapitación; San Felipe, con una cruz —símbolo de su martirio— en el pecho, y unos peces en la mano izquierda, en alusión al milagro de la multiplicación; San Mateo, que como evangelista muestra un libro en sus manos; Santo Tomás, el apóstol incrédulo, está mirando al cielo, mientras que en la mano sostiene una lanza, símbolo de su fe corroborada tras tocar las llagas de Cristo; Santiago el Mayor aparece lleno de conchas, símbolo de la peregrinación, y con su mano derecha señala el Camino de Santiago; San Juan custodia el cáliz de la Última Cena; en el centro, María se muestra después de su Asunción y Coronación; San Pedro ofrece con sus manos la bendición papal, y figura con las llaves del cielo, la gran cruz invertida en que fue crucificado y la oreja que cortó a Malco en el huerto de Getsemaní; San Andrés adopta con sus brazos la forma de una cruz en aspa, ejemplificando su martirio; San Bartolomé presenta en sus manos un cuchillo, ya que fue desollado; Santiago el Menor, que fue obispo de Jerusalén, muestra los atributos de su dignidad: mitra, báculo y anillo; San Judas Tadeo muestra en su mano derecha el hacha de su decapitación y en la izquierda una carta canónica; por último, San Simón aparece apoyado sobre una sierra, instrumento de su martirio. Sobre estas figuras aparecen unas lenguas de fuego, que simbolizan el Pentecostés.
Otro elemento destacado en la obra subiraquiana en León son las puertas, realizadas en bronce: la principal mide tres metros de alto por cinco de ancho, y en ella se representan los misterios de Gozo de la Virgen (Anunciación, Visitación, Nacimiento de Jesús, Presentación en el Templo y Jesús ante los Doctores de la Ley), junto a referencias al Antiguo y Nuevo Testamento y la frase Ora pro nobis grabada insistentemente en toda la superficie de la puerta; la puerta de San Froilán (fachada sur) está dedicada al patrono de la diócesis de León, y contiene escenas de su vida, junto con la planta de la Catedral de León; la puerta del Pastor está situada en el lateral derecho, dando acceso al Camarín de la Virgen, y en ella se representa la aparición de la Virgen del Camino al pastor Alvar Simón Fernández, así como una inscripción que relata la leyenda; y la puerta de San Pablo, situada en la parte norte, está dedicada al apóstol que predicó a los gentiles, en un guiño al mecenas del santuario, Pablo Díez, con la efigie del santo, que sostiene una espada y un libro, y una cita de la Primera epístola a los corintios (1Co, 13:1).

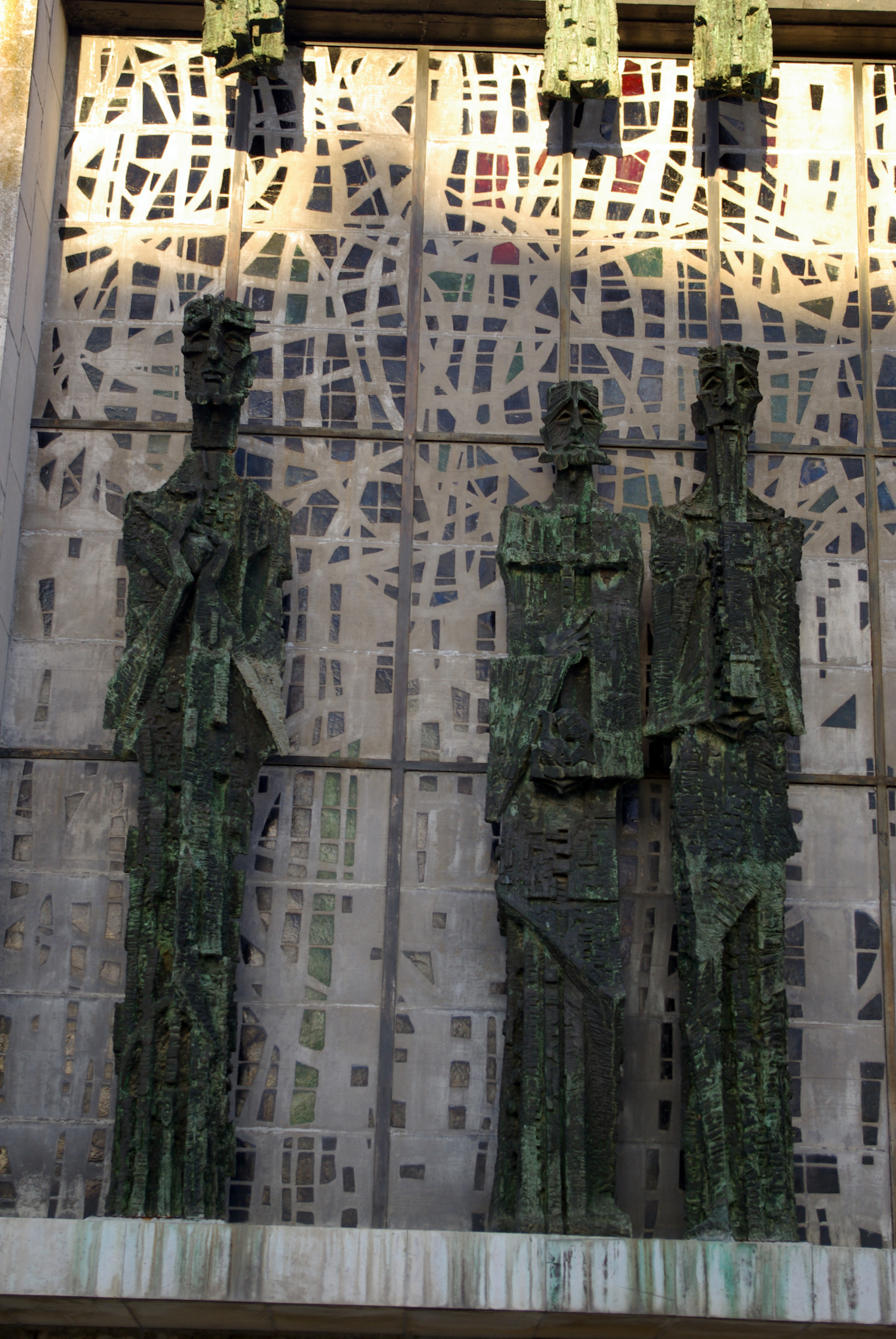
Los apóstoles Matías, Felipe y Mateo.
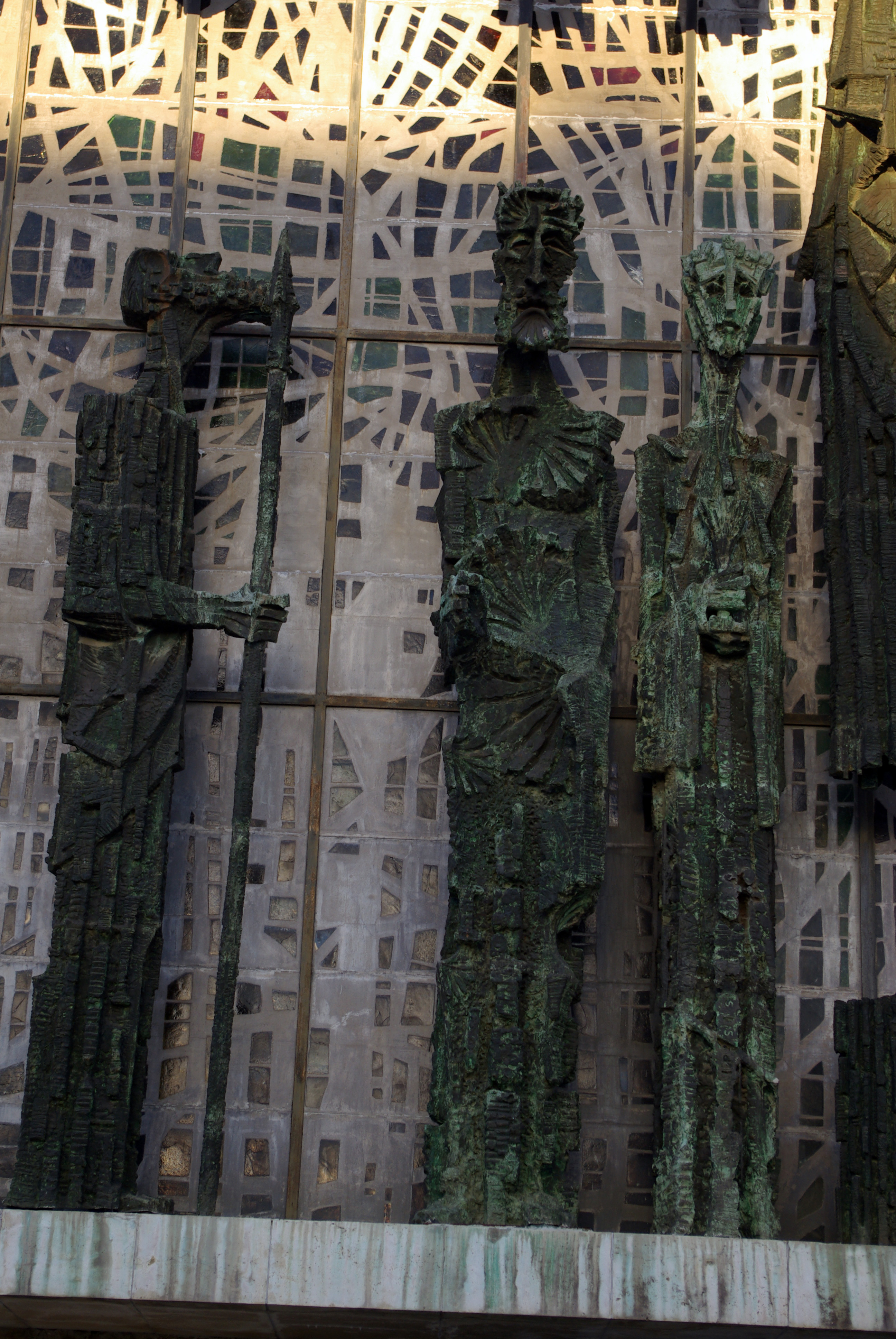
Tomás, Santiago el Mayor y Juan.
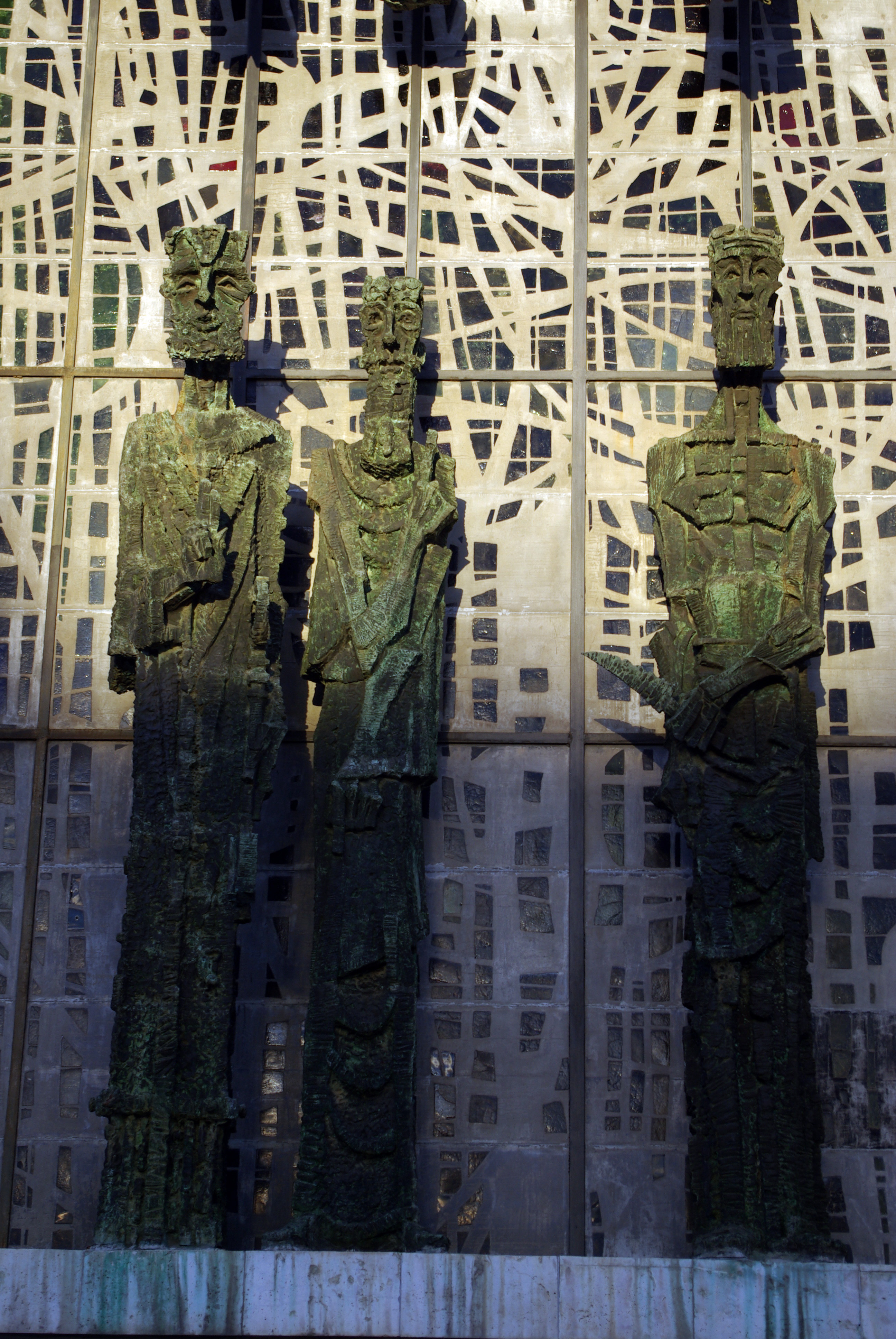
Pedro, Andrés y Bartolomé.
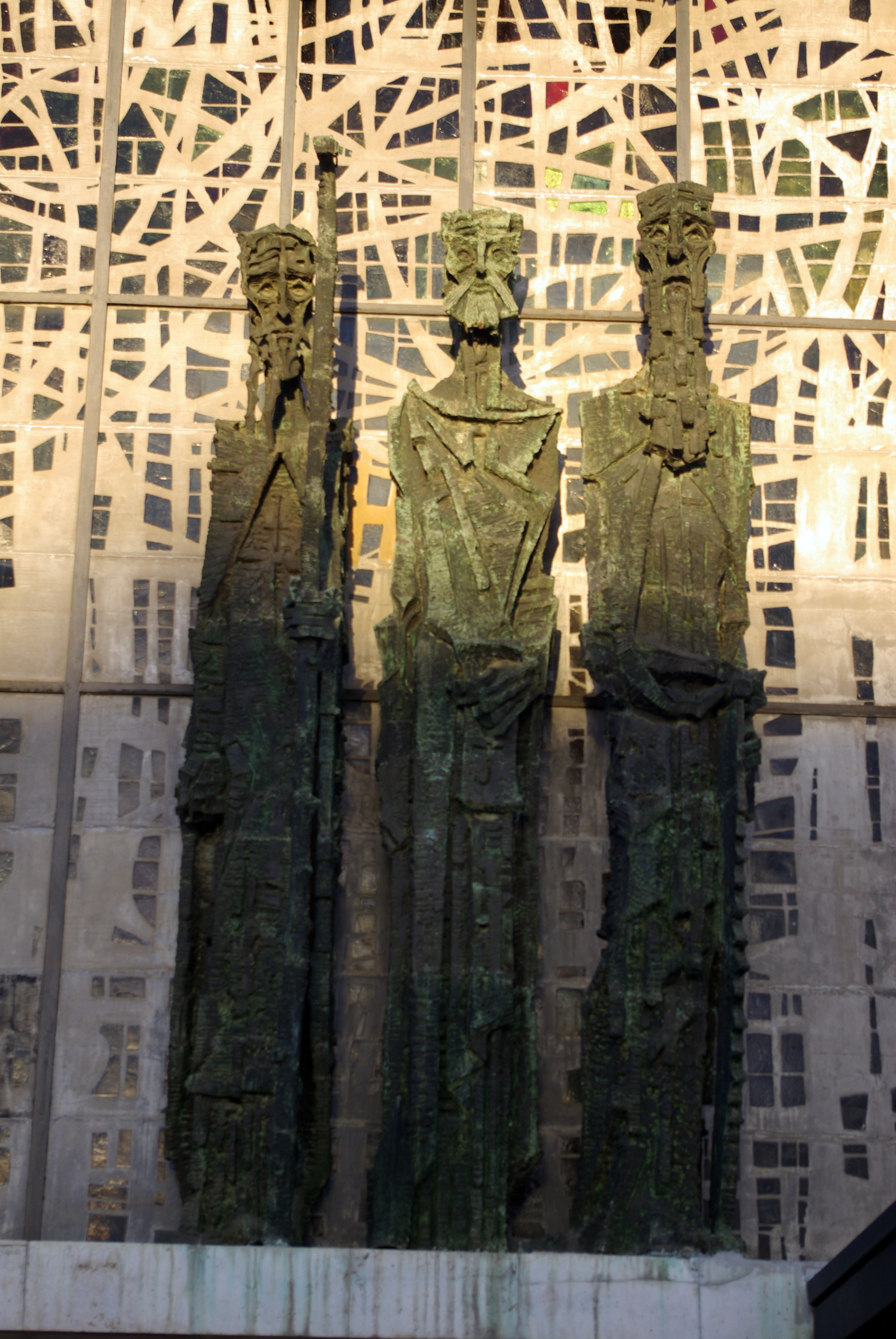
Santiago el Menor, Judas Tadeo y Simón.